# 500 Maiores Álbuns de Todos os Tempos da Rolling Stone
Em 2003, a revista americana Rolling Stone publicou um artigo, no qual considerava serem estes os melhores 500 álbuns de todos os tempos. A lista foi feita por 273 músicos de rock, críticos de música e pessoas ligadas a indústria da música, sendo que cada um fez uma lista com 50 álbuns.
Vários gêneros musicais estão presentes na lista: rock, blues, jazz, hip-hop entre outros. Predominantemente de influência inglesa, somente um álbum não foi produzido em um país que se fala o inglês, o álbum Trans-Europa Express do grupo alemão Kraftwerk (#253).
Em 2003 ainda a revista Rolling Stone fez uma lista das 500 melhores canções de todos os tempos, do top 10 vários álbuns foram também grandes sucessos comerciais, como Sgt. Pepper's Lonely Hearts Club Band, Revolver, Rubber Soul e "o Álbum Branco" dos Beatles que foram primeiro lugar nos Estados Unidos, Inglaterra e diversos países do mundo, e Exile on Main Street dos Rolling Stones.
Em 2012, a revista publicou uma nova lista atualizada, incluindo álbuns da década de 2000 no novo catálogo. Outra revisão da lista foi feita em 22 de setembro de 2020.

## Top 10
1. What's Going On - Marvin Gaye
2. Pet Sounds - The  Beach Boys
3. Blue - Joni Mitchell
4. Songs in the Key of Life - Stevie Wonder
5. Abbey Road - The Beatles
6. Nevermind - Nirvana
7. Rumours - Fleetwood Mac
8. Purple Rain - Prince and The Revolution
9. Blood on the Tracks - Bob Dylan
10. The Miseducation of Lauryn Hill - Lauryn Hill

### Artistas com maior número de álbuns
- 11 álbuns: Bob Dylan ( 10 álbuns solo e 1 álbum com Bob Dylan and the Band; 2 no top 10 )
- 10 álbuns: The Beatles (incluindo 4 no top 10)
- 9 álbuns: The Rolling Stones (1 no top 10)
- 8 álbuns: Bruce Springsteen e Eric Clapton (2 álbuns solo, 3 com a banda Cream, 1 com Derek and the Dominos, 1 com os Yardbirds e um 1 com John Mayall & the Bluesbreakers)
- 7 álbuns: Neil Young e The Who
- 6 álbuns: Paul Simon (2 álbuns solo e 4 álbuns com Art Garfunkel) e Lou Reed (2 álbuns solo e 4 álbuns com o Velvet Underground)
- 5 álbuns: David Bowie, Bob Marley & the Wailers, U2, Elton John, Radiohead e Led Zeppelin
- 4 álbuns: Pink Floyd, Grateful Dead, Prince, Sly and the Family Stone, Stevie Wonder, Talking Heads, The Byrds, The Police e The Smiths

### Número de álbuns por década
- 1950 e anteriores : 26 álbuns (5,2%)
- 1951 - 1960 : 126 (25.2%)
- 1961 - 1970 : 183 (36.6%)
- 1971 - 1980 : 88 (17.6%)
- 1981 - 1990 : 61 (12.2%)
- 2000 - atualmente : 16 (3.2%)